# 田村恒夫
田村 恒夫（たむら つねお、1926年（大正15年）1月9日 - 2009年(平成21年) 9月18日）は、日本の人形師。徳島県徳島市国府町出身。阿波木偶制作保存会会長。阿波木偶作家協会名誉会長。

## 経歴
徳島県徳島市国府町で生まれる。これまでに小松正利、久米惣七、山口巳鶴に師事。「人形恒」を称する。
1979年（昭和54年）に阿波木偶制作保存会を結成し会長に就任。1988年（昭和63年）、自宅の制作工房をこくふ街角博物館「阿波木偶館」とし、一般公開を行っている。2001年（平成13年）、阿波木偶作家協会副会長に就任し、その後名誉会長に就任する。
2009年（平成21年）9月18日、肺がんのため徳島市内の病院で死去した。享年83歳。

## 受賞歴
- 2002年 - 卓越技能者県知事賞（阿波の名工）
- 2003年 - 財団法人地域伝統芸能活用センター 伝統芸能大賞
- 2007年 - 卓越技能者 厚生労働大臣賞（現代の名工）
- 2008年 - 徳島県文化賞
- 2009年 - 吉川英治文学賞文化賞